# Robin Norwood
Robin Norwood (* 27. Juli 1945 in Brooklyn-New York City) ist eine US-amerikanische Psychologin und Autorin, die durch ihren Bestseller Women Who Love Too Much (deutscher Titel: Wenn Frauen zu sehr lieben) international bekannt wurde.

## Leben
Robin Norwood betrieb als staatlich lizenzierte Ehe-, Familien- und Kindertherapeutin im kalifornischen Santa Barbara eine private Praxis und arbeitete fünfzehn Jahre lang auf dem Gebiet der Suchtkrankheiten. Sie war auf die Behandlung von neurotischen Beziehungsmustern und von Alkohol- und Drogenabhängigkeit, Esssucht und Depressionen spezialisiert.
International bekannt wurde Norwood durch ihren Bestseller Women Who Love Too Much (wörtlich übersetzt: Frauen, die zu sehr lieben), ein Selbsthilfe-Ratgeberbuch für Frauen, das im Jahr 1985 in den Vereinigten Staaten veröffentlicht wurde. Es erschien 1986 auch auf Deutsch als Rowohlt-Taschenbuch mit dem Titel Wenn Frauen zu sehr lieben in einer Übersetzung von Sabine Hedinger. Im Jahr 1987 stand Norwoods Werk mit weltweit drei Millionen gedruckten Exemplaren auf Nummer eins der Bestsellerliste der New York Times in der Kategorie „Ratgeber“. In der Folge gelangen Norwood drei Anschlusserfolge. Ihre Bücher wurden in über 30 Sprachen übersetzt.
Als Reaktion auf das Buch gründeten sich in vielen Ländern nach Norwood benannte Selbsthilfegruppen („Norwood-Gruppe“, „Norwood Anonymus“, „Norwood-Frauen“ und ähnlich).
Norwood lebt zurückgezogen auf einer Ranch in Santa Barbara an der Küste Kaliforniens.

## Veröffentlichungen
- Women Who Love Too Much. Pocket Books, New York 1985, ISBN 978-0-671-66156-4 (englisch).
  - Wenn Frauen zu sehr lieben: Die heimliche Sucht, gebraucht zu werden. Deutsche von Sabine Hedinger. Rowohlt, 1986, ISBN 978-3-499-19100-8.
- Letters from Women Who Love Too Much. Pocket Books, New York 1988, ISBN 978-0-671-66156-4 (englisch).
  - Briefe von Frauen, die zu sehr lieben. Deutsch von Jürgen Peter Krause und Karin Petersen. Rowohlt, Reinbek bei Hamburg 1988, ISBN 978-3-498-04632-3.
- Why Me, Why This, Why Now? A Guide to Answering Life's Toughest Questions. Arrow, 1995, ISBN 978-0-517-59850-4 (englisch).
  - Warum gerade ich? Ein Ratgeber für die schwierigsten Situationen des Lebens. Deutsch von Roswitha Enright. Rowohlt, Reinbek bei Hamburg 2006, ISBN 978-3-499-60126-2.
- Daily Meditations for Women Who Love Too Much. TarcherPerigee, New York 1997, ISBN 978-0-87477-876-2 (englisch).
  - Meditationen für Frauen, die zu sehr lieben. Deutsch von Stefanie von Kalckreuth. Rowohlt, Reinbek bei Hamburg 1999, ISBN 978-3-499-60650-2.